# Torneo de Rugby Santa Teresa Seven a side
El Torneo de Rugby Santa Teresa Seven a side es una competencia anual de Rugby 7 realizada en Venezuela. Participan clubes venezolanos y extranjeros en las categorías de libre masculino, libre femenino y juvenil M-18. Tiene el aval de la Federación Venezolana de Rugby. Los partidos se juegan en el campo de rugby de la Hacienda Santa Teresa ubicada en El Consejo, estado Aragua.

## Historia
Fue creado en 1993. En sus inicios el torneo era organizado por el Club de Rugby de la Universidad Metropolitana. Desde 2008 la Fundación Santa Teresa se encarga de su organización. En la edición 2014 se invitó a un club de rugby proveniente de la Cárcel de Tocorón para un partido de exhibición. En 2015 el juego inaugural de la competencia fue entre los equipos de la Cárcel de Tocorón y de la Penitenciaria General de Venezuela; convirtiéndose en el primer partido de rugby interpenitenciario en la historia del deporte venezolano.

## Ganadores
| Año  | Masculino                             | Femenino           | Juvenil                      |
| ---- | ------------------------------------- | ------------------ | ---------------------------- |
| 2012 | Mérida Rugby Club                     | UCV Rugby Club     | Proyecto Alcatraz Rugby Club |
| 2013 | Tigres de Cabimas Rugby Football Club | UCAB Rugby Club    | Tracianos Rugby Club         |
| 2014 | Mérida Rugby Club                     | Mérida Rugby Club  | Proyecto Alcatraz Rugby Club |
| 2015 | Club de Rugby Caballeros de Mérida    | UCV Rugby Club     | Rinocerontes Rugby Club      |
| 2016 | Club de Rugby Caballeros de Mérida    | UCV Rugby Club     | Cancillería de Colombia      |
| 2017 | Proyecto Alcatraz Rugby Club          | Panteras de Aragua | Proyecto Alcatraz Rugby Club |